# マイカ・クリステンソン
マイカ・クリステンソン（英語: Micah Christenson, 1993年5月8日 - ）は、アメリカ合衆国の男子バレーボール選手。

## 来歴
2013年、アメリカ合衆国代表としてバレーボール北中米選手権に出場しチームの優勝に貢献。自身もベストセッターとベストサーバーを受賞した。
2014年、ワールドリーグに出場しチームの優勝に貢献。
2016年、リオデジャネイロオリンピックに出場し、チームの銅メダルに貢献した。

## 球歴
- アメリカ合衆国代表
  - オリンピック - 2016リオデジャネイロ、2020東京、2024パリ
  - 世界選手権 - 2014年、2018年
  - ネーションズリーグ - 2018年-
  - ワールドカップ - 2015年、2019年

## 所属クラブ
- 南カリフォルニア大学 (en) （2011-2015年）
- ASバレー・ルーベ（2015-2018年）
- モデナ・バレー（2018-2021年）
- ゼニト・カザン（2021年-）

## 受賞歴
- 2013年 - バレーボール北中米選手権 - ベストセッター、ベストサーバー
- 2015年 - ワールドカップ - ベストセッター
- 2018年 - 世界選手権 - ベストセッター
- 2019年 - ネーションズリーグ - ベストセッター
- 2019年 - ワールドカップ - ベストセッター
- 2022年 - ネーションズリーグ - ベストセッター